# الاتحاد الرياضي لمدينة سطيف
الاتحاد الرياضي مدينة سطيف، هو نادي كرة قدم جزائري يقع في سطيف، الجزائر. تأسس عام 1933 وألوانه هي العقيق والأبيض. الملعب الرسمي للفريق هو ملعب 8 مايو 1945 الذي يتسع لـ 18000 متفرج. يلعب النادي حاليًا في الرابطة ما بين الجهات لكرة القدم.
يشارك الاتحاد الرياضي لمدينة سطيف في الداربي السطايفي وهو الدربي المحلي بين فريقي كرة القدم من مدينة سطيف الجزائرية نادي اتحاد سطيف، ونادي وفاق سطيف

## تاريخ
تأسس النادي عام 1933 تحت اسم الاتحاد الرياضي لمسلمي سطيف، وتم إعلانه رسميًا تحت اسم الاتحاد الرياضي الفرنسي لمسلمي سطيف. فاز النادي بالدوري القسنطيني مرتين عامي 1946 و1951. لعب النادي بعد الاستقلال عام 1962 في الدرجة الأولى خلال موسمين 1973-1974 و1974-1975.
وصل اتحاد سطيف إلى نهائي كأس الجزائر لأول مرة في تاريخه في عام 2005. لكنه خسر في النهائي 1-0 أمام أولمبي الشلف.
من الذين ساهمو في تأسيس الفريق كل من فرحات عباس، وقد كان الرئيس الشرفي للنادي، البشير الإبراهيمي الذي اختار ألوان النادي، وطوره علي بن عودة، المدعو بالشيخ لاياص.
كانت أول مرحلة في تاريخ النادي في 12 فبراير عام 1933 م بإعلان التأسيس الرسمي للنادي بإسم: الاتحاد الرياضي لمسلمي سطيف (بالفرنسية Union sportive musulmane sétifienne)، أو (Union sportive musulmane de sétif)، ويكتب مختصرا (U.S.M.S)، وضع مجموعة من الشباب حجر الأساس وهم: غجـاتي، وبلخجة، وبوعبد السلام، وغيرهم. ومن بين الشباب، الذين انخرطوا في الفريق: لحوري، وأوسيسة، وتيتومي، وزرقان، وسمعون، وغيرهم. ونظرا لنقص الإمكانيات في بداية مشواره لم يصمد الفريق كثيرا، وقرر المسؤولون تجميد نشاطه لمدة محددة.
وفي سنة 1940 م، تحرك الأعضاء القدماء، بمساهمة أعضاء جدد، كلخليف، وبوخريصة، وسعادنة ميلود، وغيرهم.. من أجل إعادة بعث الفريق من جديد، وتدعيمه، بروح جديدة، ولكنهم وجدوا معارضة شرسة، من سلطات المستعمر الفرنسي، الذي رفض أن ينشط هذا النادي من جديد، وأشترطوا على المسؤولين، بأنهم لم يسمحوا باعتماد الفريق، إلا إذا أضاف المسؤولون حرف «ف» (F) إلى اسم الفريق في إشارة إلى فرنسا وقبول إدماج لاعب أجنبي (فرنسي) في الفريق، فتغير اسم الفريق إلى (Union sportive franco-musulmane sétifienne)، (USFMS)، وترأسه الرئيس السابق للجزائر فرحات عباس، وكان يدربه السيد «عبيد»..
بدأت مسيرة الفريق بخطى ثابتة، بعد أن نجحت الإدارة، في هيكلة نفسها، ليدخل الفريق مغامرة «بطولة الشرق» بمجموعة من اللاعبين أمثال: جابي، وبوخريصة، ومختار عريبي، ورشيد مخلوفي، وعبد الحميد كرمالي، ونقاش، مما دفع بالفرقة الموسيقية «السعـادة» أن تألف أغنية شهيرة، تغنى بها شباب المنطقة في تلك الفترة، وبداية مقطعها يقول: «هيب..هيب حـرة USFMS هي المشهورة».
استطاع الفريق أن يحجز لنفسه مكانا بين الأندية الكبيرة وكسب موقعا على الساحة الكروية حتى عام 1955، حين لبى نادء جيش التحرير الوطني الجزائري لكل الجمعيات المسلمة بتوقيف نشاطها، والانخراط في صفوف الثورة التي جاءت بالاستقلال في 5 يونيو 1962.
بعد الاستقلال، عرفت مسيرة هذا الفريق، مشوارا متذبذبا بين القسم الأول والقسم الثاني، وبين سقوط وصعود حتى عام 2005 م، ووصول الفريق لأول مرة في تاريخه لنهائي كأس الجزائر (كأس الجمهورية)، مع أنه كان ينشط في بطولة ما بين الرابطات، وانهزم في النهائي، أمام الشلف، (1/0) ليواصل مسيرة الطموح في 2007 م، محققا صعودا تاريخيا إلى القسم الوطني الثاني، بعد أن توج بطلا لبطولة ما بين الربطات.

## الألقاب والإنجازات
الدوري القسنطيني
- البطل (2): 1945-46، 1950-51.[4]

كأس الجزائر
- الوصيف (1): 2005.[5]

## الأسماء السابقة للنادي
- من 1933 إلى 1940 الاتحاد الرياضي لمسلمي سطيف
- من 1940 إلى 1962 الاتحاد الرياضي الفرنسي لمسلمي سطيف
- من 1962 إلى 1970 الاتحاد الرياضي السطايفي
- من 1970 إلى 1977 الاتحاد الرياضي السطايفي
- من 1977 إلى الآن الاتحاد الرياضي لمدينة سطيف

## أبرز اللاعبين في تاريخ النادي
- جابي
- بوخريصة
- مختار عريبي
- رشيد مخلوفي
- عبد الحميد كرمالي
- نقاش
- محمد قريش
- عجيسة نصر الدين
- فارس فلاحي
- عبد المؤمن جابو

## الملعب
يعتبر ملعب 8 ماي 1945 الواقع بالمخرج الغربي لمدينة سطيف، هو الملعب الرئيسي الذي يستقبل فيه اتحاد سطيف، ضيوفه في مختلف المناسبات. دشن هذا الملعب، يوم 04 ماي 1973 م، بطاقة استيعابية تقدر ب 15.000 متفرج، قبل أن يضاف اليه المدرج الجديد، الذي جعل سعة الملعب الإجمالية 30.000 متفرج

## مواضيع ذات صلة
- كرة القدم في الجزائر
- الاتحادية الجزائرية لكرة القدم
- كأس الجمهورية الجزائرية لكرة القدم
- كأس الرابطة الوطنية الجزائرية لكرة القدم
- كأس السوبر الجزائري

## وصلات خارجية
- موقع الاتحاد الجزائري لكرة القدم
- الرابطة الجزائرية المحترفة الأولى، والثانية، لكرة القدم
- للرابطة الجهوية لكرة القدم لقسنطينة
- الرابطة الوطنية الجزائرية لكرة القدم هواة
- الرابطة ما بين الجهات لكرة القدم
- رابطة سطيف لكرة القدم